# Sh2-271
Sh2-271 est une nébuleuse en émission visible dans la constellation d'Orion. Elle constitue un système unique avec Sh2-272, un petit fragment de gaz illuminé appartenant à la même région.
On l'observe dans la partie orientale de la constellation, à quelques degrés de la frontière avec la Licorne. Elle est détectable à environ un demi-degré à l'ouest de 74 Orionis, qui étant de magnitude 5,04 est également visible à l'œil nu les nuits claires. Sa déclinaison n'est pas particulièrement septentrionale, ce qui facilite son observation depuis les deux hémisphères, bien que les observateurs de l'hémisphère nord soient légèrement plus avantagés. La période au cours de laquelle elle atteint sa plus haute altitude à l'horizon se situe entre les mois de novembre et mars.
Avec Sh2-272, elles forment une seule région H II, dont Sh2-271 constitue la partie la plus grande. Le complexe se trouve sur le bras de Persée, l'un des principaux bras spiraux de la Voie Lactée, à une distance d'environ 4800 parsecs (15600 années-lumière) du système solaire ou, selon certaines estimations, à 4600 ± 1200 parsecs. Les principaux responsables de l'ionisation des gaz de la région sont deux étoiles bleues de classe spectrale O9V et B1V, bien enveloppées à l'intérieur du nuage, dont la masse est d'environ 9800 masses solaires.[ La région a accueilli des phénomènes de formation d'étoiles à une époque astronomique récente, comme en témoigne la présence d'un amas de sources infrarouges, connu sous le nom de [BDS 2003] 82 et identifié en 2003.